# ريتا تهيجس
ريتا تهيجس هي منافسة ألعاب القوى بلجيكية، ولدت في 7 فبراير 1958.

## وصلات خارجية
- ريتا تهيجس على موقع الاتحاد الدولي لألعاب القوى (الإنجليزية)
- ريتا تهيجس على موقع أوليمبيديا (الإنجليزية)